# Акуа-Тіньєзе
Акуа Тіньєзе (фр. Acqua Tignese, корс. Acqua Tignese) — річка в Корсиці (Франція). Довжина 8,7 км, витік на висоті 500 метрів над рівнем моря на схилах гори Монте ді Кателле (Monte di e Catelle) (602 м). Впадає в Середземне море, а саме в його частину — Лігурійське море.
Протікає через комуни: Рольяно, Морсілья, Чентурі, Ерса і тече територією департаменту Верхня Корсика та кантоном Капоб'янко (Capobianco).

Керівним органом після корсиканського закону від 22 січня 2002 року є Корсиканський басейновий комітет ( Comité de bassin de Corse ).